# Бернадет Деба
Бернадет Деба (фр. Bernadets-Debat) насеље је и општина у јужној Француској у региону Миди Пирене, у департману Горњи Пиринеји која припада префектури Тарб.
По подацима из 2011. године у општини је живело 104 становника, а густина насељености је износила 11,86 становника/km². Општина се простире на површини од 8,77 km². Налази се на средњој надморској висини од 330 метара (максималној 386 m, а минималној 231 m).

## Демографија
| 1962. | 1968. | 1975. | 1982. | 1990. | 1999. | 2011. |
| ----- | ----- | ----- | ----- | ----- | ----- | ----- |
| 131   | 138   | 112   | 107   | 107   | 108   | 104   |

График промене броја становника у току последњих година